# Patrick Franziska
Patrick Franziska (né le 11 juin 1992 à Bensheim) est un pongiste allemand. Il est droitier.

## Biographie
Il fait ses débuts dans le club du TSV 1875 Höchst (de) à Höchst im Odenwald.
Il est numéro 8 mondial en mars 2025.
Il est l'unique joueur non chinois à avoir battu Ma Long (deux fois), Fan Zhendong (deux fois) et Xu Xin.  
Il est parfois surnommé "The Big Man" ("le grand homme"), "The Big German" ("le grand Allemand") ou encore "The Giant Slayer" ("le tueur géant") par les commentateurs anglophones en raison de sa grande taille : avec ses 1,90 mètre, il est l'un des plus grands joueurs sur le circuit masculin mondial. Cette caractéristique physique tend à lui faire privilégier son revers : en effet, plus la taille de la ou du pongiste est grande, moins son déplacement sera efficace, du fait de son centre de gravité plus haut et de son poids plus conséquent.
Il est désigné comme remplaçant pour représenter l'Allemagne aux Jeux olympiques d'été de 2024 aux côtés de ses compatriotes Dimitrij Ovtcharov et Dang Qiu, titulaires en simple, et Timo Boll, qui complète l'équipe. Cette décision de la fédération allemande de tennis de table suscite une petite polémique dans la communauté pongistique, beaucoup considérant que Franziska, ayant battu au printemps les poids lourds de l'équipe chinoise Fan Zhendong et Ma Long (les deux pour la deuxième fois) aurait dû être préféré à Boll. Peu après les sélections, il atteint la finale du Saudi Smash 2024. Aux Jeux, l'équipe s'incline en quarts de finale face à l'équipe de Suède composée d'Anton Källberg, Kristian Karlsson et Truls Möregårdh sur le score de 3 à 0, entraînant la première absence de l'Allemagne sur le podium de la compétition par équipes de tennis de table aux Jeux olympiques depuis l'introduction de l'épreuve en 2008.

## Palmarès[8]

### 2008
- 3e place aux Championnats d'Allemagne en double messieurs.

### 2011
- 2e place aux Championnats d'Allemagne en double messieurs.

### 2013
- Champion d'Europe par équipes à Schwechat (Autriche).

### 2014
- 3e place aux Championnats d'Allemagne en simple messieurs.
- Vice-champion du monde par équipe à Tokyo.
- Vice-champion d'Europe par équipe à Lisbonne.
- Vainqueur de la Coupe d'Allemagne avec le Borussia Düsseldorf.

### 2015
- Champion d'Allemagne avec le Borussia Düsseldorf.
- Vainqueur de la Coupe d'Allemagne avec le Borussia Düsseldorf.
- Médaille de bronze en simple et en double aux Championnats d'Allemagne (quatre mois après une rupture du ligament de la syndesmose).

### 2016
- Champion d'Europe en double (avec Jonathan Groth) à Budapest.
- Médaille de bronze par équipe aux Jeux Olympiques 2016 à Rio de Janeiro.
- Champion d'Allemagne par équipe avec le Borussia Düsseldorf.
- Médaille de bronze aux Championnats d'Allemagne en simple.
- Vainqueur de la Coupe d’Allemagne avec le Borussia Düsseldorf.

### 2017
- Champion d'Europe par équipe au Luxembourg.

### 2018
- Médaille de bronze aux championnats d'Europe individuels à Alicante (Espagne).
- Médaille de bronze en double messieurs avec Jonathan Groth aux championnats d'Europe à Alicante (Espagne).
- Médaille de bronze en double mixte avec Petrissa Solja aux championnats d'Europe à Alicante (Espagne).
- Vice-champion du monde par équipes à Halmstad (Suède).
- Médaille de bronze aux Championnats d’Allemagne en simple.

### 2019
- Champion d'Europe par équipes à Nantes (avec Timo Boll, Dimitrij Ovtcharov, Ruwen Filus, Benedikt Duda).
- Médaille d'or par équipe aux Jeux européens à Minsk (avec Timo Boll et Dimitrij Ovtcharov).
- Médaille d'or Jeux Européens en double mixte à Minsk avec Petrissa Solja.
- Médaille de bronze en double mixte aux championnats du monde à Budapest avec Petrissa Solja.
- Médaille d’argent aux Championnats d’Allemagne en simple messieurs.
- Médaille d’argent aux Championnats d’Allemagne en double messieurs avec Ricardo Walther.
- Médaille d'or en double mixte aux Championnats d'Allemagne avec Petrissa Solja.

### 2021
- Vainqueur du Top 16 Européen.
- Médaillé d'argent par équipes aux Jeux olympiques d'été de 2020[9]
- Médaille d'or par l'équipe aux Championnats d'Europe de tennis de table 2021 à Cluj.

### 2022
- Médaille de bronze en individuel au TOP 16 Européen à Montreux.
- Vainqueur de la coupe d'Allemagne avec le 1.FC Saarbrücken TT.

### 2023
- Aux Championnats du monde de tennis de table, se déroulant à Durban, en Afrique du Sud du 20 au 28 mai 2023, il obtient la médaille de bronze en double messieurs, associé à Dimitrij Ovtcharov[10].
- Aux Jeux européens de 2023 il remporte l'épreuve par équipe avec Timo Boll, Dimitrij Ovtcharov et Dang Qiu[11],[12].
- Vainqueur de la Ligue des Champions avec le FC Saarbrücken.
- Vice-champion d'Allemagne en simple à Nuremberg.
- Vainqueur en double messieurs du WTT Contender à Muscat (Oman) avec Dimitrij Ovtcharov[13].

### 2024
- Finaliste au Saudi Smash, se déroulant à Djeddah, en Arabie saoudite du 1 au 11 mai 2024.
- Vice-champion d'Allemagne par équipe avec le FC Saarbrücken : défaite 3 matchs à 1 contre le Borussia Düsseldorf[14].
- Remplaçant aux Jeux olympiques d'été de 2024.
- Vainqueur de la Ligue des Champions avec le FC Saarbrücken.
- Finaliste au WTT Contender Lima[15].

- Aux Championnats d'Europe de tennis de table, se déroulant à Linz, en Autriche du 15 au 20 octobre 2024, il obtient la médaille de bronze en double mixte, associé à Annett Kaufmann

### 2025
- Vainqueur de la Ligue des Champions avec le FC Saarbrücken.